# Kofinou
Kofinou (en griego: Κοφίνου; en turco: Köfünye o Geçitkale) es una localidad ubicada en el distrito de Lárnaca de Chipre  de 1306 habitantes.Situada en la antigua carretera Nicosia - Limassol, era conocida por estar constituida por dos localidades, Kato Kofinou y Pano Kofinou. 
Hasta 1958, su nombre alternativo turcochipriota era Köfünye. Sin embargo, en 1958 este grupo étnico adoptó el nombre de Geçitkale, que literalmente significa "fortaleza del pasadizo" en turco.
Kofinou significa "caña/cesta de mimbre" en idioma griego.

## Historia
La zona de Kofinou fue habitada desde la época bizantina, mientras que durante la época franca comprendía un feudo. Los mapas medievales de Chipre se refieren a Kofinou como Cophinia, Cofinia y Copno.  
La localidad de Kofinou, probablemente, fue fundada en el lugar del barrio turcochipriota ahora desierto después de la conquista otomana de Chipre (1570/71), habiendo reemplazado el asentamiento medieval ubicado alrededor de la iglesia bizantina de Panagia, a 900 metros al este.
En el año 1960, Kofinou contaba con 728 habitantes, de los cuales 710 eran grecochipriotas. En medio de tensiones intercomunales, en 1963 y 1964, la localidad sirvió como un importante centro de recepción para turcochipriotas desplazados que habían evacuado sus aldeas. Eso generó que la aldea pase a ser habitada por turcochipriotas y la aldea vecina de Ayios Teodoros ser mixta. En 1963, Kofinou y el sector turcochipriota de Agios Theodoros pasaron bajo el control de la Türk Mukavemet Teşkilatı (ΤΜΤ - Organización de Resistencia Turca).
Ello motivó a la fuerza de Naciones Unidas establecida en la Isla desde 1964 para mantener la paz (UNFICYP) denunciara una preparación militar turcochipriota en el lugar al igual que restricciones al movimiento a sus patrullas. En diciembre de 1966, en tres ocasiones, combatientes turcochipriotas (TMT) limitaron la libertad de circulación por las rutas. Dos de los incidentes afectaron a la policía chipriota, y el tercero a un vehículo de la Guardia Nacional de Chipre.
En enero de 1967, los turcochipriotas quitaron algunas señales de ruta en Kofinou que indicaban la transcripción en inglés de los nombres griegos de lugares y las cambiaron por las versiones idiomáticas turcas.Todo ello generó una escalada consistente en el despliegue de tropas grecochipriotas en los alrededores en enero de 1967. Esa situación se prologara con diversas tensiones que serán mitigadas por UNFICYP hasta que en el mes de noviembre estalló la crisis.

### Incidentes en Kofinou y Ayios Theodoros en el año 1967
En noviembre de 1967, la policía grecochipriota intentó retomar el patrullaje en Agios Theodoros (Lárnaca), localidad próxima a Kofinou. El 15, en horas de la tarde, se generaron  fuertes combates con armas portátiles y morteros en el lugar, por lo que la Guardia Nacional tomó Agios Teodhoros y parte de Kofinou. Turquía protestó y solicitó el repliegue de las fuerzas, hecho que se concretó el 16. Asimismo, amenazó con invadir la isla mientras desplegaba tropas en la frontera con Grecia. Entre los días 18 y 19 hubo sobrevuelos turcos en la isla mientras se sucedían combates en la zona de Kyrenia y en Kokkina, lo que provocó una profunda crisis internacional.
La intervención del Secretario General de las Naciones Unidas fue clave para que la lucha no se expandiera y se logre un acuerdo entre Turquía y Grecia por la cual las tropas de esta última nacionalidad presentes en la Isla se retirarían entre el 8 de noviembre y el 16 de enero de 1968.
El derramamiento de sangre provocó la reacción de Turquía que amenazó con la guerra a Grecia. El presidente Makarios debió replegar las tropas, expulsar a Georgios Grivas, comandante de la Guardia Nacional, y replegar a soldados griegos que excedían los acuerdos de 1960. Por otro lado, la situación lo convenció de lo lejos que estaba la Enosis.
Como resultado del enfrentamiento, veintidós turcochipriotas (veintiuno según otra fuente) y un grecochipriota murieron, mientras que los heridos en ambos lados superaron los 50.

### Hechos posteriores a los incidentes
En 1971, de trescientos treinta turcochipriotas desplazados que todavía vivían en la aldea, la mayoría eran huidos de la aldea de Lefkara. Asimismo, servía como cuartel general militar de la subregión del enclave turcochipriota de Larnaca.
Al momento de la invasión turca de Chipre en 1974, la población era enteramente turcochipriota. Luego de las operaciones, gran parte de esa comunidad se desplazó a Lefkoniko, renombrándola Geçitkale, en el norte de la isla, actualmente bajo la administración de la República Turca del Norte de Chipre, donde a día de hoy muchos de ellos residen todavía. Otros buscaron refugio en la zona de base soberana británica de Dhekelia hasta que fueron reasentados en el norte.

## Población
El censo de 2001 sitúa la población de la aldea en 1.311, mientras que el de 2011 contabilizó 1312 En el siguiente censo, efectuado en 2021, el número pasó a ser de 1306.
Luego de los hechos de 1974, el lugar fue repoblado por grecochipriotas.

## Lugares de interés
La antigua iglesia de "Panagia Kofinou" es un edificio del siglo XI, construido sobre las ruinas de otra basílica. La capilla se encuentra a unos 900 m de una Mezquita Musulmana.
Asimismo, en Kofinou se encuentra el Monumento Conmemorativo a "Evmenios Panagiotou", ubicado en la cima de una altura noroeste de Kofinou, lugar donde murió el mencionado suboficial de la Guardia Nacional Chipriota el 15 de noviembre de 1967 en el enclave turcochipriota de Kofinou - Agios Theodoros..
La mezquita de Kofinou constituye el centro religioso y punto de referencia de la comunidad turcochipriota. Fue construida durante el período colonial británico en el sitio de una mezquita de la era otomana. El minarete, de piedra, se encuentra junto al muro suroeste del edificio principal. En la tracería de metal que cubre la abertura sobre la entrada principal, se puede ver la fecha grabada de 1922. Sobre la puerta, una inscripción en turco incluye la fecha de 1933 y reconoce la contribución del Director de ΕVKAF en la construcción de la mezquita.

## Imágenes
Imagen de la base de Naciones Unidas en Kofinou durante la década del 60